# Euro Hockey Challenge
Ne doit pas être confondu avec Euro Ice Hockey Challenge.
L'Euro Hockey Challenge est un tournoi annuel de Hockey sur glace se déroulant entre les 12 meilleures équipes nationales d'Europe selon le classement de la Fédération internationale de hockey sur glace. 
Il a lieu depuis 2011, habituellement en avril. Il sert, pour la plupart des équipes, à la préparation des championnats du monde qui ont lieu un mois plus tard.